# Trest smrti v Maďarsku
Trest smrti v Maďarsku byl zcela zrušen Ústavním soudem dne 24. října 1990. Dne 1. prosince 1990 vstoupil v platnost protokol č. 6 Úmluvy o ochraně lidských práv a základních svobod. Později Maďarsko přijalo i  Druhý opční protokol Mezinárodního paktu o občanských a politických právech. Poslední poprava byla v zemi vykonána 14. července 1988, kdy byl za vraždu oběšen Ernő Vadász. V dubnu 2015 po vraždě ženy v jižním Maďarsku navrhl premiér Viktor Orbán, aby Maďarsko opětovně zavedlo trest smrti. Toto prohlášení vyvolalo silnou reakci představitelů Evropské unie a Orbán své prohlášení následně odvolal. Evropská unie zastává silný odpor proti trestu smrti ve vztahu k akčnímu plánu pro lidská práva a demokracii. 